# Franz Carl Sessig
Franz Carl Sessig, auch Franz Karl Seßig (* 21. April 1854 in Dirmstein; † 25. Juli 1914 in München), war ein deutscher Maler.

## Leben
Sessig absolvierte eine Lehre zum Dekorationsmaler und ging anschließend nach München an die Kunstgewerbeschule. Ab 1884 studierte er schließlich an der Königlichen Kunstakademie in der Antikenklasse. Unter der Leitung von Max Gaisser war er an der Ausmalung der Schlösser Neuschwanstein und Herrenchiemsee beteiligt.
Sessig war mit Franz von Lenbach befreundet und soll nach Aussagen der Familie immer wieder die Hände in dessen Gemälden ausgeführt haben. Außerdem war er als Restaurator bei den Bayerischen Staatsgemäldesammlungen tätig.
Sessigs Grab befindet sich auf dem Friedhof Obermenzing.

## Werk
Sessig malte vor allem Landschaften, Stillleben und Porträts. Wie so oft in der Gründerzeit übernahm auch Sessig die Kompositionsgefüge von anderen Malern, etwa von den Freilichtmalern das Landschaftsbild und von der Piloty-Schule Stillleben und Kopfporträts.